# Hoeve Sint Jan

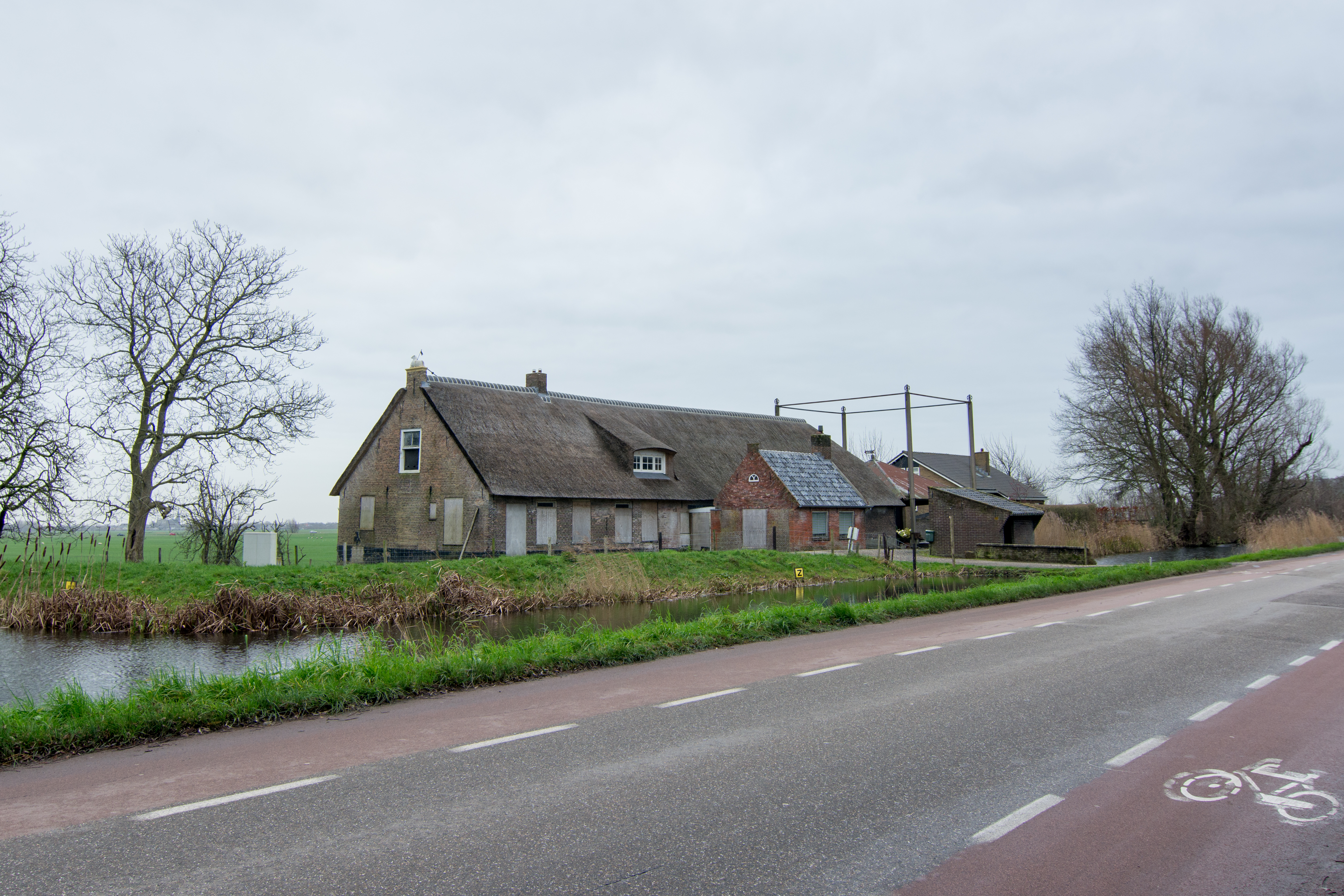
Hoeve Sint Jan in 2015

De Hoeve Sint Jan aan de Herenweg 12a en 14 in Rijnsaterwoude is een boerderij uit de 18e eeuw. De boerderij, in de gemeente Kaag en Braassem, in de Nederlandse provincie Zuid-Holland, heeft sinds 1978 de status van rijksmonument.
De boerderij heet Hoeve "St. Jan" omdat er een gebeeldhouwd lam met staf op het dak staat. De boerderij wordt ook wel "Lam Gods" genoemd of Boschzicht. De boerderij is er een met een rieten wolfdak.